# Пух-бай-Галлайн
Пух-бай-Галлайн —  містечко та громада в австрійській землі Зальцбург. Містечко належить округу Галлайн.
Пух-бай-Галлайн на мапі округу та землі.